# 帕特莉夏·吉哈羅
帕特莉夏·「帕特莉」·吉哈羅·古鐵雷斯（西班牙語：Patricia "Patri" Guijarro Gutiérrez，西班牙語發音：[paˈtɾiθja ɣiˈxaro]，1998年5月17日—）是西班牙職業女子足球運動員，司職中場，現效力西班牙女子足球甲級聯賽球隊巴塞隆納和西班牙國家女子足球隊。帕特莉曾被《衛報》評為世界當今最佳的100名球員之一。

## 早期生活
帕特莉夏·吉哈羅出生於西班牙馬略卡島的首府帕爾馬。受到父親的影響，她從7歲便開始踢足球。吉哈羅效力的第一家俱樂部是位於帕爾馬的帕特納托足球俱樂部（Campo de Fútbol Patronato）。

## 俱樂部生涯

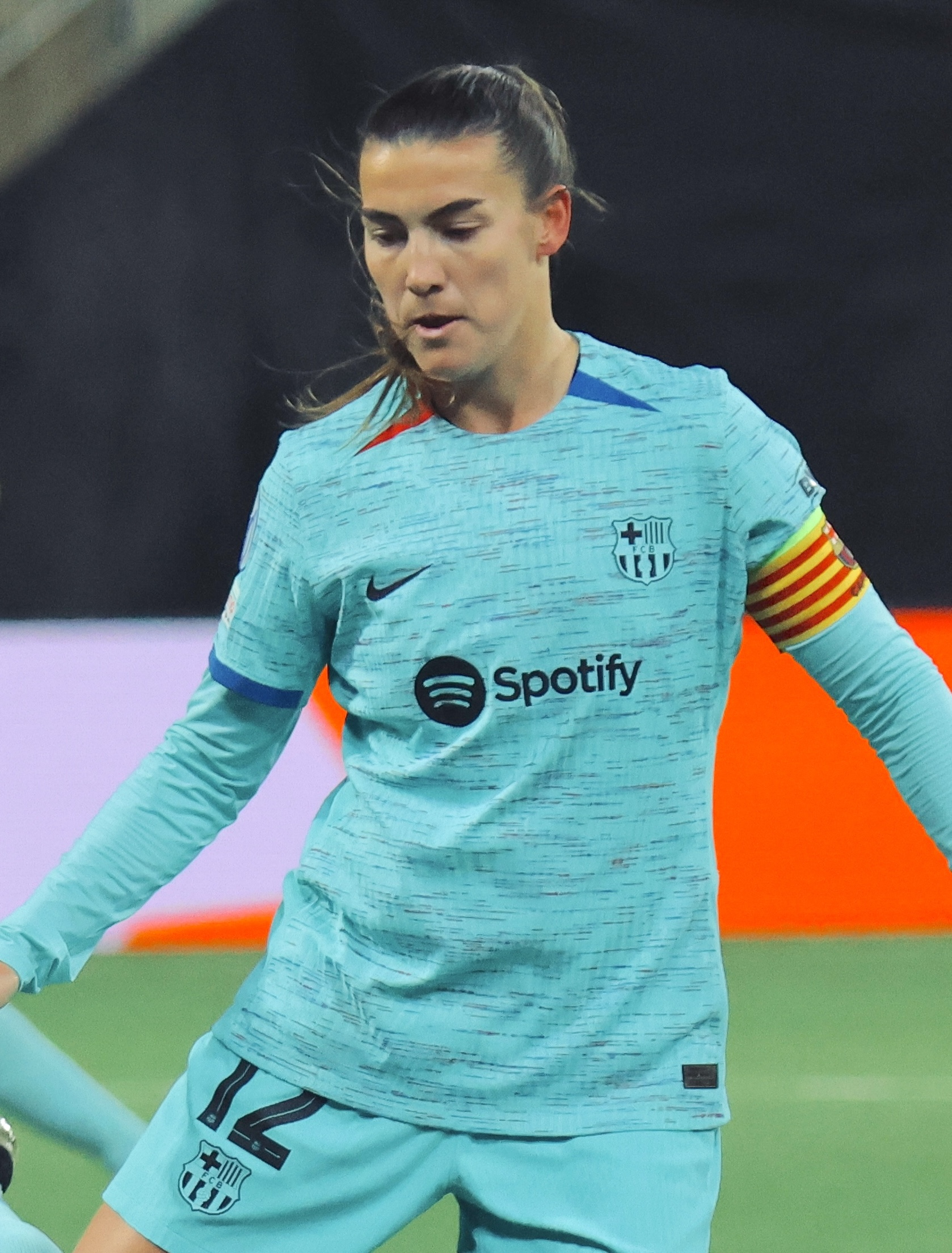
效力於巴塞隆納的吉哈羅

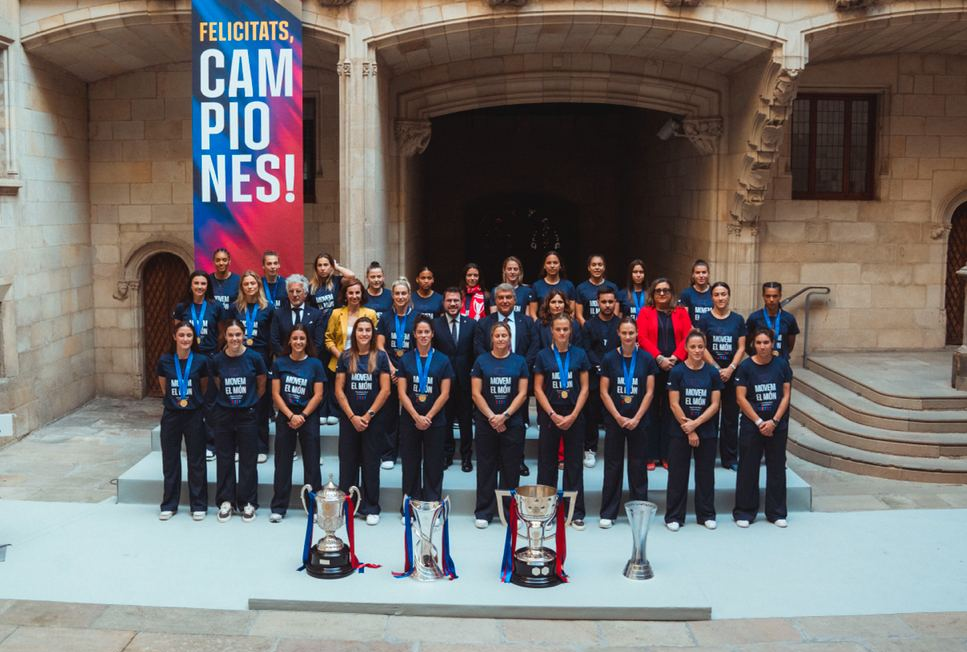
巴塞隆納在2023–24年賽季獲得4個獎盃後，吉哈羅（前排左四）在加泰隆尼亞政府接受表揚。

### 科勒倫斯
吉哈羅在14歲時加入科勒倫斯體育聯盟的青訓隊，並且不再和男生一起踢足球。15歲時，她便升到科勒倫斯的一線隊踢球。2014年，在一場科勒倫斯對陣巴塞隆納的比賽中，吉哈羅引起時任巴塞隆納總教練沙維·洛倫斯的注意，洛倫斯於隔年夏季將吉哈羅從科勒倫斯挖角至巴塞隆納。

### 巴塞隆納
2015年6月，吉哈羅在科勒倫斯效力了三個賽季後轉會至巴塞隆納，並簽下一紙3年合約直到2018年6月結束。吉哈羅到巴塞隆納的那年正好是該球隊轉型為職業女子足球俱樂部的第一年，它是西班牙的第一支職業女子足球俱樂部。吉哈羅在17歲時首次在巴塞隆納亮相，在當時是隊史上最年輕的一線隊球員。
吉哈羅在2017年西班牙女王盃決賽幫助隊伍以4比0擊敗馬德里競技並奪下女王盃冠軍，這是她進入巴塞隆納後獲得的第一座獎盃。2017至2018年賽季，吉哈羅累計出賽25場並且打入9顆進球的紀錄至今仍是她在巴塞隆納數個賽季以來最佳的成績。巴塞隆納在2018年女王盃決賽再度打敗馬德里競技，吉哈羅連續二度奪下女王盃冠軍。2018年夏季，吉哈羅和巴塞隆納續約至2021年。
2019年初，吉哈羅因為右腳患有腱鞘囊腫進行兩次手術，被迫缺席2018至2019年賽季後半段的比賽。休養了4個月後，她在賽季最後一場比賽回歸，參加對陣里昂的歐冠決賽，不過她並沒有上場。同年8月，吉哈羅被票選為球隊的第五隊長。2020年2月，吉哈羅參加了第一屆西班牙女子超級盃，巴塞隆納以10比1大勝皇家社會，成功收下首屆女子超級盃冠軍。同年5月，西甲聯賽受到疫情影響而取消剩餘的8輪比賽，並由積分最高的巴塞隆納直接取得冠軍頭銜。原訂於5月31日舉行的女王盃決賽也受到影響延期至2021年2月舉行。2020年10月4日，吉哈羅在首場女子西班牙德比為巴塞隆納打進歷史首個西班牙德比進球。
2021年1月，吉哈羅與球隊續約至2024年6月。同年2月13日，巴塞隆納在女王盃決賽以3比0完封洛格羅尼奧，吉哈羅收下生涯第4座女王盃冠軍。同年5月，吉哈羅出席2021年女子歐冠決賽，巴塞隆納以4比0擊敗車路士，吉哈羅獲得生涯首座歐冠冠軍。2021年8月，吉哈羅被選為巴塞隆納的新任第四隊長。2023年10月，她與球隊續約至2027年6月。

## 國家隊生涯

### U17國家隊
2013年6月，吉哈羅首次獲西班牙U-17國家隊徵召參加歐洲女子U-17足球錦標賽；西班牙在準決賽迎戰瑞典，比賽以2比2平局進入十二碼大戰，吉哈羅在第四輪點球成功，但西班牙最終仍以4比5敗給瑞典晉級季軍戰。吉哈羅在對陣比利時的季軍戰打入一球，幫助隊伍以4比0取勝並奪得季軍。同年11月，吉哈羅再度被徵召參加提前舉辦的2014年歐洲女子U-17足球錦標賽；她在小組賽階段皆先發上陣並攻進一球，幫助西班牙以小組第一出線淘汰賽。吉哈羅在對陣德國的決賽攻進一球，幫助隊伍扳平比分以進入十二碼大戰，西班牙在十二碼大戰以1比3敗給德國，且吉哈羅是西班牙唯一點球成功的球員。
隔年4月，吉哈羅參加在哥斯大黎加舉辦的2014年國際足協U-17女子世界盃。西班牙以小組第二晉級淘汰賽，並在對陣奈及利亞的半準決賽憑藉梅開二度的吉哈羅晉級準決賽。雖然西班牙最終在決賽以0比2不敵日本收下亞軍，不過本屆賽事是西班牙首次晉級U-17女子世界盃決賽。
2015年6月，吉哈羅生涯第三度參加歐洲女子U-17足球錦標賽。她在對陣地主隊冰島的分組賽中打入一球，幫助西班牙以小組第一出線淘汰賽。7月1日，在對陣法國的準決賽，吉哈羅在十二碼大戰第四回合射失點球，但西班牙還是一分之差取勝，成功晉級決賽。7月4日，西班牙在決賽憑著三顆進球和對手的兩顆烏龍球以5比2擊敗瑞士奪得冠軍，吉哈羅連續二度入選賽事最佳陣容。

### U19國家隊
吉哈羅在2016年歐洲女子U-19足球錦標賽首次代表西班牙U-19國家隊登場，她在分組賽階段皆先發上陣，幫助西班牙以小組第一出線淘汰賽。西班牙在最終決賽惜敗法國收下亞軍，吉哈羅和其他5位西班牙球員一同入選賽事全明星隊。
2017年，吉哈羅再戰歐洲女子U-19錦標賽。她分別在對陣北愛爾蘭和蘇格蘭的小組賽各打入一球，幫助隊伍收下6點積分，同時晉級淘汰賽和取得2018年女子U-20世界盃的參賽資格；淘汰賽階段，吉哈羅在對陣荷蘭的準決賽先是助攻隊友麥特·奧羅茲進球，不到十分鐘後她也打入一球，幫助西班牙領先比分並晉級最終決賽；8月20日，西班牙在決賽再度對上去年的冠軍隊伍法國，比賽前80分鐘均由法國以2比1領先，到了第85分鐘，西班牙中場達瑪莉絲·埃古羅拉打入一球扳平比分，第90分鐘，吉哈羅梅開二度打進致勝球，幫助西班牙絕殺法國，以3比2奪下最終勝利。吉哈羅一共在4場比賽中攻進5球，不僅幫助西班牙繼2004年後再度奪下U19歐錦賽冠軍，個人更榮獲金球獎、金靴獎以及入選賽事最佳陣容。

### U20國家隊
2016年10月31日，U20國家隊總教練佩德羅·洛佩茲徵召吉哈羅等21名球員參加國際足協女子U-20世界盃。11月13日，吉哈羅在對陣加拿大的揭幕戰攻進一球，協助隊伍以5比0取得首勝。西班牙在小組賽階段以2勝1負的成績晉級淘汰賽，卻在半準決賽以一分之差不敵當年的冠軍得主北韓。
2018年女子U-20世界盃是吉哈羅生涯最後一次代表西班牙青年隊參加的國際大型賽事。8月6日，吉哈羅在對陣巴拉圭的揭幕戰完成帽子戲法；8月13日，她在對陣美國的第三輪分組賽僅耗時7分鐘便為西班牙破門得分，最後西班牙以2比2打平對手，並且讓當時最多屆的U20世界盃冠軍得主美國隊在分組賽提前出局。吉哈羅在半準決賽和準決賽皆為西班牙打入致勝一球，幫助隊伍晉級決賽；8月24日，吉哈羅代替因紅牌停賽的艾塔娜·邦馬蒂以隊長身分出席對陣日本的決賽，惜最終西班牙以1比3不敵日本收下亞軍。吉哈羅與英格蘭的以6顆進球並列金靴獎候選人，由於吉哈羅的助攻數較後者多，因此該獎項最終頒給吉哈羅，她同時獲得金球獎和金靴獎。

### 成年國家隊

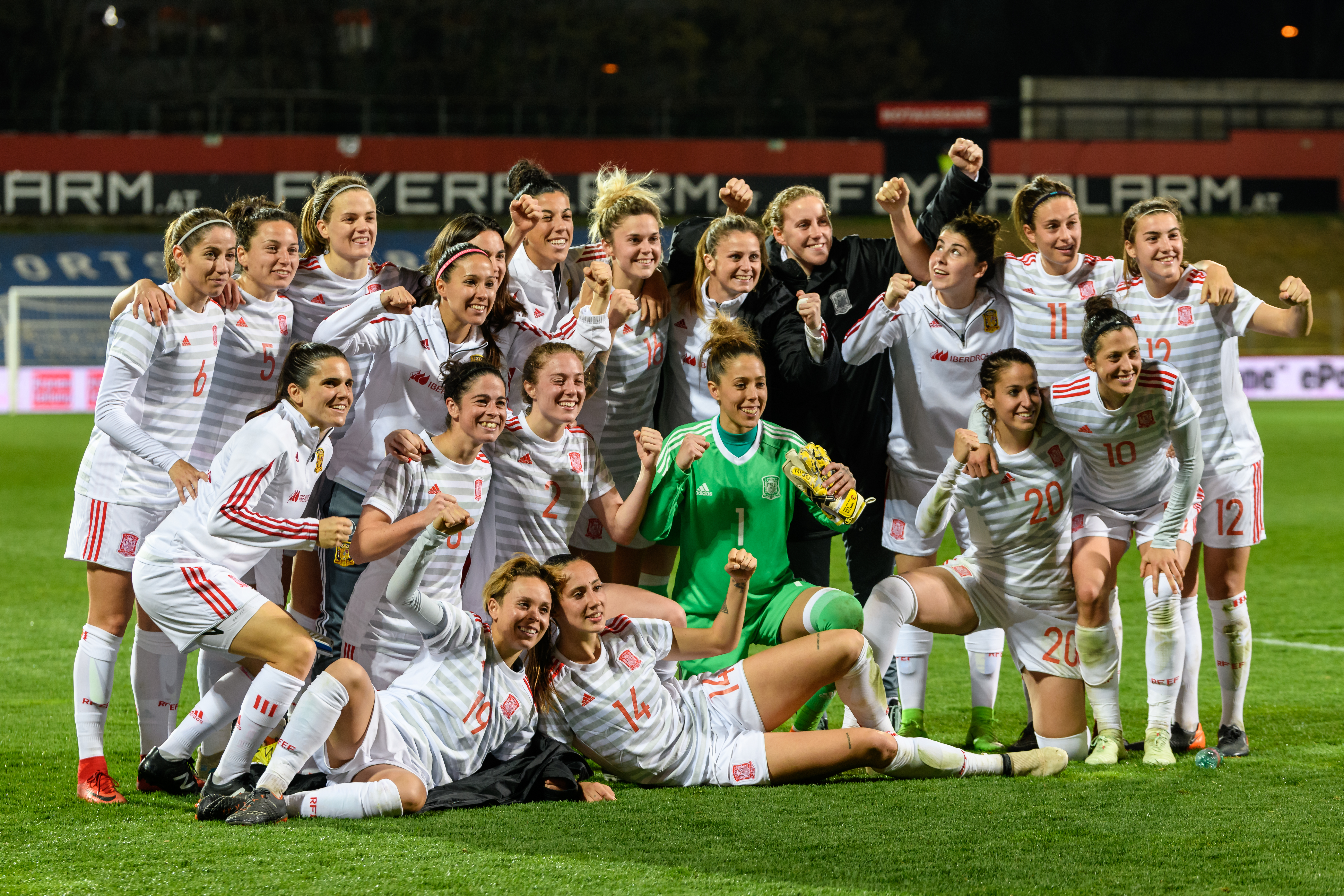
吉哈羅（右一）出席對陣奧地利的2019年女子世界盃外圍賽。

2017年3月，吉哈羅在阿爾加維盃足球邀請賽完成她的成年國家隊首秀。該賽事最終由西班牙贏得勝利，收下西班牙國家女子足球隊史上第一個冠軍獎盃。同年11月24日，吉哈羅在一場對陣塞爾維亞國家女子足球隊的2019年國際足協女子世界盃歐洲區外圍賽打入生涯首顆國家隊進球，她於第91分鐘幫助西班牙以2比1絕殺塞爾維亞，並在小組積分榜保持領先第一；11月28日，她在對陣奧地利的第三輪分組賽中再度攻入一球，該場比賽由西班牙以4比0完封奧地利。西班牙最終以8場分組賽全勝之姿直接取得2019年國際足協女子世界盃的歐洲區晉級資格，是該隊伍第二次亮相於世界盃殿堂。
2019年6月，吉哈羅在右腳傷勢痊癒不久後入選2019年女子世界盃的23人大名單。她在對陣德國的第二輪小組賽替補席薇亞·梅塞奎爾登場。西班牙以小組第二出線淘汰賽，並在16強賽以一分之差不敵當年的冠軍得主美國。
2022年9月，當時擔任國家隊第三隊長的吉哈羅與其他14名西班牙國家隊成員聯合發表聲明，表示她們不願意再受到國家隊的徵召。事件起因來自該隊在2022年歐洲女子足球錦標賽失利後，多數球員認為球隊在戰術與訓練上都必須做出改變。球員們嘗試與國家隊總教練豪爾赫·維爾達、西班牙足協主席路易斯·魯維亞萊斯討論未果，於是這些包含吉哈羅在內的15名球員（又稱Las 15）宣布不願再受到國家隊徵召。西班牙足協對此聲明表示球員不應集體向協會或教練施壓、質疑教練對球隊做出的決策，並要求球員們向維爾達道歉。此事件造成巴塞隆納在贏得2023年西班牙女子超級盃冠軍後，西班牙足協沒有推派代表參加頒獎儀式（通常由主席親自授獎），而是由球員自己舉起獎盃慶祝；以及除了艾塔娜·邦馬蒂以外的14名球員均無入選2023年女子世界盃參賽名單。
西班牙足協主席魯維亞萊斯和國家隊總教練維爾達接連辭職後，吉哈羅在2024年7月的2025年歐洲女子足球錦標賽外圍賽被新任總教練蒙特塞拉特·托梅重新召回國家隊先發陣容。她也參加了同月舉辦的2024年巴黎奧運女子足球賽，最終獲得第四名。

## 生涯數據

### 俱樂部統計
最後更新：2024年6月16日
| 俱樂部   | 賽季     | 例行賽   | 例行賽 | 例行賽 | 本土盃賽 | 本土盃賽 | 洲際賽事 | 洲際賽事 | 其他 | 其他 | 總計 | 總計 |
| 俱樂部   | 賽季     | 聯賽級別 | 出場   | 進球   | 出場     | 進球     | 出場     | 進球     | 出場 | 進球 | 出場 | 進球 |
| -------- | -------- | -------- | ------ | ------ | -------- | -------- | -------- | -------- | ---- | ---- | ---- | ---- |
| 科勒倫斯 | 2013–14  | 西女甲   | 22     | 3      | —        | —        | —        | —        | —    | —    | 22   | 3    |
| 科勒倫斯 | 2014–15  | 西女甲   | 29     | 4      | —        | —        | —        | —        | —    | —    | 29   | 4    |
| 科勒倫斯 | 總計     | 總計     | 51     | 7      | —        | —        | —        | —        | —    | —    | 51   | 7    |
| 巴塞隆納 | 2015–16  | 西女甲   | 23     | 6      | 3        | 1        | 5        | 0        | —    | —    | 31   | 7    |
| 巴塞隆納 | 2016–17  | 西女甲   | 20     | 2      | 2        | 0        | 5        | 0        | —    | —    | 27   | 2    |
| 巴塞隆納 | 2017–18  | 西女甲   | 25     | 9      | 4        | 0        | 6        | 1        | —    | —    | 35   | 10   |
| 巴塞隆納 | 2018–19  | 西女甲   | 14     | 4      | 1        | 0        | 3        | 2        | —    | —    | 18   | 6    |
| 巴塞隆納 | 2019–20  | 西女甲   | 18     | 2      | 4        | 1        | 5        | 1        | 2    | 1    | 29   | 5    |
| 巴塞隆納 | 2020–21  | 西女甲   | 29     | 8      | 3        | 1        | 7        | 0        | 1    | 0    | 40   | 9    |
| 巴塞隆納 | 2021–22  | 西女甲   | 25     | 4      | 3        | 0        | 8        | 0        | 2    | 0    | 38   | 4    |
| 巴塞隆納 | 2022–23  | 西女甲   | 28     | 3      | 0        | 0        | 10       | 4        | 2    | 0    | 40   | 7    |
| 巴塞隆納 | 2023–24  | 西女甲   | 23     | 5      | 5        | 1        | 10       | 4        | 2    | 0    | 39   | 10   |
| 巴塞隆納 | 2024–25  | 西女甲   | 0      | 0      | 0        | 0        | 0        | 0        | 0    | 0    | 0    | 0    |
| 巴塞隆納 | 總計     | 總計     | 205    | 43     | 25       | 4        | 60       | 12       | 17   | 5    | 307  | 63   |
| 生涯總計 | 生涯總計 | 生涯總計 | 256    | 50     | 23       | 3        | 55       | 11       | 9    | 1    | 358  | 70   |

1. ↑  包括西班牙女王盃（英语：Copa de la Reina de Fútbol）
2. ↑  包括歐洲女子冠軍聯賽

### 國家隊統計
最後更新：2024年8月9日
| 代表隊伍 | 年份 | 出場數 | 進球數 |
| -------- | ---- | ------ | ------ |
| 西班牙   | 2017 | 5      | 2      |
| 西班牙   | 2018 | 13     | 1      |
| 西班牙   | 2019 | 9      | 1      |
| 西班牙   | 2020 | 6      | 3      |
| 西班牙   | 2021 | 9      | 3      |
| 西班牙   | 2022 | 11     | 1      |
| 西班牙   | 2023 | 0      | 0      |
| 西班牙   | 2024 | 8      | 0      |
| 總計     | 總計 | 60     | 11     |

### 國家隊進球
| #  | 日期           | 比賽場館                       | 對手     | 進球比分 | 終場比分 | 賽事名稱                       |
| -- | -------------- | ------------------------------ | -------- | -------- | -------- | ------------------------------ |
| 1  | 2017年11月24日 | 塞爾維亞貝爾格勒沃日多瓦茨球場 | 塞爾維亞 | 2–1      | 2–1      | 2019年國際足協女子世界盃外圍賽 |
| 2  | 2017年11月28日 | 西班牙帕爾馬拜訪馬略卡體育場   | 奥地利   | 2–0      | 4–0      | 2019年國際足協女子世界盃外圍賽 |
| 3  | 2018年3月7日   | 賽普勒斯拉納卡AEK競技場        | 義大利   | 2–0      | 2–0      | 2018年賽普勒斯女子盃           |
| 4  | 2019年10月4日  | 西班牙拉科魯尼亞里亞索球場     |          | 1–0      | 4–0      | 2022年歐洲女子足球錦標賽外圍賽 |
| 5  | 2020年9月19日  | 摩爾多瓦基希訥烏森布魯球場     | 摩尔多瓦 | 8–0      | 9–0      | 2022年歐洲女子足球錦標賽外圍賽 |
| 6  | 2020年10月23日 | 西班牙塞維亞奧林匹克體育場     | 捷克     | 2–0      | 4–0      | 2022年歐洲女子足球錦標賽外圍賽 |
| 7  | 2020年11月27日 | 西班牙拉斯羅薩斯足球城         | 摩尔多瓦 | 8–0      | 10–0     | 2022年歐洲女子足球錦標賽外圍賽 |
| 8  | 2021年4月9日   | 西班牙馬貝拉市立運動場         | 荷蘭     | 1–0      | 1–0      | 友誼賽                         |
| 9  | 2021年6月15日  | 西班牙阿爾科孔聖多明哥市政球場 | 丹麦     | 2–0      | 3–0      | 友誼賽                         |
| 10 | 2021年9月16日  | 丹麥法羅群島托爾斯港托爾斯球場 | 法罗群岛 | 8–0      | 10–0     | 2023年國際足協女子世界盃外圍賽 |
| 11 | 2022年9月2日   | 西班牙拉斯羅薩斯足球城         | 匈牙利   | 3–0      | 3–0      | 2023年國際足協女子世界盃外圍賽 |

## 榮譽
巴塞隆納
- 西班牙女子足球甲級聯賽冠軍：2019–20（英语：2019–20 Primera División (women)）、2020–21（英语：2020–21 Primera División (women)）、2021–22（英语：2021–22 Primera División (women)）、2022–23（英语：2022–23 Primera División (women)）、2023–24（英语：2023–24 Liga F）
- 歐洲女子冠軍聯賽冠軍：2020–21[94]、2022–23[95]、2023–24[96]
- 西班牙女王盃（英语：Copa de la Reina de Fútbol）冠軍：2017[17]、2018[97]、2019–20[30]、2020–21[98]、2023–24[99]
- 西班牙女子超級盃（英语：Supercopa de España Femenina）冠軍：2019–20[28]、2021–22[100]、2022–23[101]、2023–24[102]
- 加泰隆尼亞女子盃（英语：Copa Catalunya (women's football)）冠軍：2015、2016、2017、2018、2019

 西班牙青年隊
- 國際足協U-20女子世界盃亞軍：2018
- 歐洲女子U-19足球錦標賽冠軍：2017
- 歐洲女子U-19足球錦標賽亞軍：2016
- 歐洲女子U-17足球錦標賽冠軍：2015

 西班牙
- 阿爾加維盃冠軍：2017
- 賽普勒斯女子盃（英语：Cyprus Women's Cup）冠軍：2018（英语：2018 Cyprus Women's Cup）
- 她相信盃（英语：SheBelieves Cup）亞軍：2020（英语：2020 SheBelieves Cup）[103]

個人
- 歐洲女子U-17足球錦標賽最佳陣容：2014[104]、2015[105]
- 歐洲女子U-19足球錦標賽最佳陣容：2016[106]、2017[107]
- 歐洲女子U-19足球錦標賽金球獎：2017[55]
- 歐洲女子U-19足球錦標賽金靴獎：2017[56]
- 國際足協U-20女子世界盃金球獎：2018[70]
- 國際足協U-20女子世界盃金靴獎：2018[71]
- 歐洲女子冠軍聯賽賽季最佳陣容：2020–21[108]、2022–23[109]、2023–24[110]
- 歐洲女子冠軍聯賽決賽MVP球員：2023[111]

## 外部連結
- 帕特莉夏·吉哈羅 – FIFA國際賽競賽紀錄 (存檔)
- 帕特莉夏·吉哈羅－UEFA國際賽競賽紀錄
- 帕特莉夏·吉哈羅在西班牙女子足球甲級聯賽（页面存档备份，存于）
- 帕特莉夏·吉哈羅在巴塞隆納女子足球俱樂部（页面存档备份，存于）
- 帕特莉夏·吉哈羅在BDFutbol（页面存档备份，存于）
- 帕特莉夏·吉哈羅在ESPN FC中的档案
- Soccerway資料庫：帕特莉夏·吉哈羅